# Фекундизам
Фекундизам (назив долази од латинског fecundation - спајање женске и мушке полне ћелије) је политика свесног промовисања високе стопе наталитета међу припадницима своје верске и/или етничке групе зарад увећања сопствене бројности у односу на друге групе  (најчешће због постизања конкретних политичких циљева). У почетку се фекундизам односио само на верско промовисање наталитета (попут забране контрацепције од стране Римокатоличке Цркве), али је у 20. веку почео да се користи и у контексту етничког национализма.
Према подацима Уједињених нација, удео земаља са пронаталитетном политиком порастао је са 20% у 2005. на 28% у 2019. години.
Генерално, фекундизам (натализам) промовише рађање деце и родитељство као пожељне из друштвених разлога и да би се обезбедио наставак човечанства. Неки филозофи су приметили да ако људи немају децу, људска раса ће изумрети.

## Мотиви

### Религија
Многе религије подстичу размножавање, а религиозност чланова понекад може бити повезана са вишим стопама плодности. Јудаизам, ислам и главне гране хришћанства, укључујући Цркву Исуса Христа светаца последњих дана и Католичку цркву, подстичу размножавање. Године 1979. један истраживачки рад је показао да Амиши имају у просеку 6,8 деце по породици. Међу неким конзервативним протестантима, Quiverfull покрет се залаже за велике породице и гледа на децу као на благослов од Бога.

### Политика
Почевши од раних 2020-их, претња „глобалног демографског колапса“ почела је да постаје узрок славе међу богатим технолошким и ризичним капиталистичким круговима као и политичком десницом. У Европи, мађарски премијер Виктор Орбан поставио је натализам као кључну тачку своје политичке платформе. У Сједињеним Државама, кључне личности су Кевин Долан, организатор Натал конференције, Симон и Малколм Колинс, оснивачи Пронаталист. орг, и Илон Маск, који је више пута користио своју јавну платформу за дискусију о глобалним стопама наталитета. Покрет сугерише да би без значајног повећања наталитета одрживост цивилизација могла бити у опасности; Илон Маск је то назвао „много већим ризиком“ од глобалног загревања.
Фекундизам у јавној политици обично настоји да створи финансијске и друштвене подстицаје за становништво да се репродукује, као што је пружање пореских подстицаја који награђују рађање и издржавање деце. Неке земље намећу казне или порезе онима са мање деце. Неке нације, као што су Јапан, Сингапур, и Јужна Кореја, су спровеле или покушале да спроведу интервенционистичку наталистичку политику, стварајући подстицаје за веће породице међу домаћим становништвом.

## Критике
Фекундизам је критикован на основу људских права и животне средине. Већина антинаталиста, заговорника репродуктивних права и еколога види фекундизам као покретача репродуктивне неправде, раста становништва и еколошког прекорачења. У политици, новинари повезују пронаталистички покрет са крајње десничарском еугеником.

## Фекундизам на тлу бивше Југославије
На простору бивше Југославије Албанци су оптужени за практиковање фекундизма (поготово на Космету), мада је ово тешко доказати у пракси (питање је колико је висока стопа наталитета Албанаца на тлу бивше Југославије последица свесно промовисане политике од стране националних и/или верских вођа, а колико културних и социо-економских одлика албанског становништва).
На простору данашње Босне и Херцеговине захтеви Бошњака за унитарном Босном (БиХ без ентитета или других видова територијалне аутономије) се често тумаче у светлу фекундизма када се узме у обзир наталитет Бошњака у поређењу са наталитетом Срба и Хрвата у БиХ (формула фекундизма је у оваквом случају проток времена + висок наталитет = апсолутна већина у датом територијалном оквиру). У сличном светлу се тумаче и захтеви Бошњака за успостављање територијалне аутономије Санџака (који се налази делом у Србији, а делом у Црној Гори).

## Фекундизам и демократија
Фекундизам представља својеврстан изазов за демократски уређена друштва, која базирају изборни систем на принципу „један човек један глас“. Свесна промоција наталитета на дугорочне стазе гарантује већу политичку моћ верске/етничке групе у датом друштву, док у регионалном смислу може да се користи као оружје етничког сепаратизма. Демократски уређена друштва немају одговор на фекундизам, што представља својеврсну „рупу“ демократског система.